# Валтер Бенјамин
Валтер Бендикс Шонфлис Бенјамин (Берлин, 15. јул 1892 — Портбоу, 27. септембар 1940) је био немачки филозоф, теоретичар културе, социолог, књижевни критичар, преводилац и есејиста јеврејског порекла који спада у групу интелектуалаца окупљених око Франкфуртске школе критичке теорије. Његово најпознатије дело је „Уметност у доба техничке репродукције“ објављено 1936. године.

## Живот и едукација
1902. године, када је напунио 10 година уписао је Каисер Фридрих оссновну школу, а средњу школу завршио је са 20 година. Валтер Бењамин био је дечак крхког здравља, родитељи су га послали у интернат на две године.
1907. године вратио се у Берлин и наставио са школовањем.
1912. године уписао се на Универзитет у Фрајбургу, али након завршетка летњег семестра, уписао се на Универзитет у Берлину, настављајући да студира психологију.
1914. године пред почетак Првог светског рата, Бењамин је почео да преводи дела француског песника из 19. века Шарла Бодлера. Наредне године преселио се у Минхен и наставио студије на Универзитету у Минхену где је упознао Рајнера М. Рилкеа и Гершома Шолема.
1917.године се пребацио на Универзитет у Берну, где је упознао, тада будућу супругу, Дору Софију Полак. Имали су сина Стефана Рафаела. Вратио се да живи са родитељима у Берлину.
1932. године, када је Адолф Хитлер преузимао место канцелара Немачке, Валтер Бењамин преселио се на Ибицу, где је живео неколико месеци, а затим у Ницу где је окончао сам свој живот.

## Дела
Дела Валтера Бењамина су:
Критика насиља 1921.(Zur Kritik der Gewalt)
Једносмерна улица 1928. (Einbahnstraße)
Берлинско детињство 1950. (Berliner Kindheit um 1900)
О фотографији и уметности 1936.

## Наслеђе
Од објаве Валтерових књижевних дела, петнаест година након његове смрти, Валтерови радови, посебно дело О фотографији и уметности, добили су значај међу академцима хуманистичких дициплина.
Средиште организације која га је следила налазило се у Карслуу у Немачкој. Председник организације био је Бернд Вите, светски познат ученик Бењамина и професор Модерне немачке литературе у Диселдорфу. Чланови организације били су из деветнаест различитих земаља из и ван Европе.